# Cantó de Sierck-les-Bains
El cantó de Sierck-les-Bains és un cantó francès del departament del Mosel·la, situat al districte de Thionville-Est. Té 23 municipis i el cap és Sierck-les-Bains.

## Municipis
- Apach (Opéch)
- Contz-les-Bains (Nidderkonz)
- Flastroff (Floostroff )
- Grindorff-Bizing
- Halstroff (Hoolstroff )
- Haute-Kontz (Uewer-Konz)
- Hunting (Hënténgen)
- Kerling-lès-Sierck (Kiirléngen)
- Kirsch-lès-Sierck (Kiisch)
- Kirschnaumen (Naumen)
- Laumesfeld (Laumëschfeld)
- Launstroff (Launschtroff )
- Malling (Malléngen)
- Manderen (Manneren)
- Merschweiller (Meeschweiler)
- Montenach (Montléch)
- Rémeling (Reimléngen)
- Rettel
- Ritzing (Réitzéngen)
- Rustroff (Réischtroff )
- Sierck-les-Bains (Siirk)
- Waldweistroff (Waldweischtroff )
- Waldwisse (Waldwis)

## Història
| Data d'elecció                           | Identitat           | Partit                    | Qualitat |
| ---------------------------------------- | ------------------- | ------------------------- | -------- |
| 1945-1976                                | Georges Ditsch      | Divers droite, després CD |          |
| 1976-1982                                | M. Hallé            | PS                        |          |
| 1982-1994                                | Henri Ferretti      | UDF                       |          |
| 1994-                                    | Jean-Marie Blanchet | RPR, després UMP          |          |
| les dades anteriors no són pas conegudes |                     |                           |          |
|                                          |                     |                           |          |

## Demografia
| A partir de 1990 : Població sense dobles comptes |